# دوري كرة القدم الغربي 1974–75
دوري كرة القدم الغربي 1974–75 (بالإنجليزية: 1974–75 Western Football League)‏ هو موسم من دوري كرة القدم الغربي ‏. فاز فيه Falmouth Town A.F.C. ‏.